# Jean Diener
Pour les articles homonymes, voir Diener.
Francis Jean Henri Diener ou plus simplement Jean Diener (né le 30 avril 1883 dans le 10e arrondissement de Paris et mort le 16 août 1948 dans la même ville dans le 14e arrondissement) est un acteur français de théâtre et de cinéma.

## Biographie
Jean Diener est un fidèle interprète d'André Berthomieu avec lequel il tourna 18 films entre 1928 et 1949.

## Filmographie
- 1910 : L'Évadé des Tuileries (ou Une Journée de la Révolution) d'Albert Capellani
- 1926 : La Flamme de René Hervil (2,800 m)
- 1926 : L'Homme à l'hispano de Julien Duvivier (3,000 m)
- 1927 : Le Mariage de Mademoiselle Beulemans de Julien Duvivier (1,800 m)
- 1927 : Le Martyre de sainte Maxence de E.B Donatien : le grand prètre
- 1927 : La Merveilleuse Vie de Jeanne d'Arc, fille de Lorraine de Marco de Gastyne : Regnault de Chartres, archevêque de Reims
- 1927 : Le Mystère de la tour Eiffel de Julien Duvivier
- 1928 : Pas si bête d'André Berthomieu
- 1928 : Le Tourbillon de Paris de Julien Duvivier
- 1929 : Ces dames aux chapeaux verts d'André Berthomieu (2,750 m)
- 1929 : Rapacité de André Berthomieu : André Chabert
- 1930 : La Douceur d'aimer de René Hervil
- 1930 : Le Mystère de la chambre jaune de Marcel L'Herbier : l'avocat
- 1931 : Pour un sou d'amour de Jean Grémillon : Furet
- 1931 : Mon cœur et ses millions d'André Berthomieu : le comte de Vaneuse
- 1931 : Coquecigrole d'André Berthomieu : Jeanminet Bude
- 1931 : L'Aiglon de Viktor Tourjansky : le docteur
- 1932 : Et avec ça papa de Marco de Gastyne - court métrage -
- 1932 : Barranco Ltd d'André Berthomieu
- 1932 : Le Crime du Bouif d'André Berthomieu : le procureur
- 1933 : Mademoiselle Josette, ma femme d'André Berthomieu : M. Dutilleul
- 1933 : Faut réparer Sophie d'Alexandre Ryder : Augustin
- 1934 : L'Aventurier de Marcel L'Herbier : un parlementaire
- 1935 : Jim la Houlette d'André Berthomieu : le procureur général
- 1936 : Le Faiseur d'André Hugon
- 1936 : Le Secret de Polichinelle d'André Berthomieu
- 1936 : Le Mort en fuite d'André Berthomieu
- 1936 : L'Ange du foyer de Léon Mathot
- 1936 : La Flamme d'André Berthomieu : H. de Luyze
- 1937 : Le Porte-veine d'André Berthomieu : le médecin
- 1938 : Je chante de Christian Stengel
- 1938 : Monsieur Coccinelle de Dominique Bernard-Deschamps
- 1938 : Les Nouveaux Riches d'André Berthomieu
- 1938 : Le Récif de corail de Maurice Gleize : un médecin
- 1939 : Brazza ou l'Épopée du Congo de Léon Poirier
- 1942 : Le Baron fantôme de Serge de Poligny : Joseph, le cocher
- 1943 : Les Enfants du paradis de Marcel Carné - Film tourné en deux époques : le troisième auteur
- 1943 : Adémaï bandit d'honneur de Gilles Grangier
- 1944 : La Fiancée des ténèbres de Serge de Poligny : le commandant
- 1945 : Le Père Goriot de Robert Vernay : le valet de pied
- 1945 : J'ai dix-sept ans d'André Berthomieu
- 1946 : La Revanche de Roger la Honte d'André Cayatte
- 1947 : Copie conforme de Jean Dréville : le gardien du château
- 1947 : Blanc comme neige d'André Berthomieu : le président du tribunal
- 1947 : Carré de valets d'André Berthomieu : l'avocat de la partie civile
- 1947 : Le Cavalier de Croix-Mort de Lucien Ganier-Raymond : Germain
- 1949 : Le Roi Pandore d'André Berthomieu : un gendarme Sergarien

## Théâtre
- 1923 : L'Appel du clown de Régis Gignoux, théâtre du Grand-Guignol
- 1925 : Le Monde renversé de Régis Gignoux, théâtre du Grand-Guignol
- 1929 : Prise d'André Pascal et Albert-Jean, mise en scène Albert-Jean, théâtre de l'Avenue